# Рибаков Олексій Миронович
Олексій Миронович Рибаков (1 квітня 1925, село Борок Невельського повіту Псковської губернії, тепер Великолуцького району Псковської області, Російська Федерація — 25 березня 2016, місто Псков, Російська Федерація) — радянський діяч, 1-й секретар Псковського обласного комітету КПРС, 1-й секретар Великолуцького міського комітету КПРС Псковської області. Кандидат у члени ЦК КПРС у 1976—1989 роках. Депутат Верховної Ради СРСР 9—11-го скликань.

## Життєпис
Народився в родині залізничника. Трудову діяльність розпочав у 1941 році в колгоспі. До листопада 1942 року працював обліковцем тракторної бригади, помічником комбайнера Кінделінської машинно-тракторної станції Чкаловської області.
У листопаді 1942 — 1944 року — в Червоній армії, учасник німецько-радянської війни. З листопада 1942 року навчався в Ризькому, потім Уфимському піхотному училищі. З липня 1943 року служив у складі 1-ї Московської гвардійської мотострілецької дивізії 11-ї армії Брянського фронту. Потім воював на Прибалтійському фронті. Наприкінці 1943 року в боях під Невелем і Новосокольниками, отримав поранення і контузію. Після лікування в госпіталі був демобілізований із армії.
З 1944 по 1945 рік працював вчителем математики Студеновської неповної середньої школи Чкаловской області.
Член ВКП(б) з 1945 року.
У 1945—1946 роках — 2-й секретар Залізничного районного комітету ВЛКСМ міста Чкалова.
У 1946 році переїхав до Великих Лук, де з 1946 по 1948 рік працював інспектором, інженером 3-го паровозного відділення залізничної станції. У 1948—1950 роках — інструктор політичного відділу Великолуцького відділення Калінінської залізниці.
Навчався заочно в Московському технікумі залізничного транспорту, який закінчив у 1949 році.
У 1950—1957 роках — інструктор Великолуцького обласного комітету КПРС. У 1957—1962 роках — завідувач промислово-транспортного відділу Великолуцького міського комітету КПРС.
У 1962—1966 роках — 2-й секретар Великолуцького міського комітету КПРС Псковської області.
У 1965 році заочно закінчив Ленінградський інститут інженерів залізничного транспорту, здобув спеціальність інженера-механіка.
У 1966—1971 роках — 1-й секретар Великолуцького міського комітету КПРС Псковської області.
16 листопада 1971 — 24 червня 1987 року — 1-й секретар Псковського обласного комітету КПРС.
З червня 1987 року — персональний пенсіонер союзного значення в місті Пскові.
Обирався членом Псковської обласної ради ветеранів війни і праці. Був головою Консультативної ради і керівником кадрової комісії Псковського обласного комітету КПРФ.

## Звання
- полковник

## Нагороди
- орден Леніна
- орден Жовтневої Революції
- орден Вітчизняної війни І ст.
- орден Трудового Червоного Прапора
- медаль «За відвагу»
- медалі
- Почесний грамадянин міста Великі Луки
- Почесний грамадянин міста Гери (Німецька Демократична Республіка)